# Real Murcia
Der Real Murcia Club de Fútbol ist ein spanischer Fußballverein aus Murcia. Die Mannschaft ist auch unter dem Namen Los Pimentoneros (etwa: Die Paprika-Männer) bekannt, da dieses Gemüse ein typisches Anbau- und Exportprodukt der Region Murcia ist.

## Geschichte
Der Verein wurde 1908 als Real Murcia CF gegründet. In der Saison 1922/23 wurde dem Klub der Titel Real (königlich) von Alfonso XIII. bestätigt. Erste Erfolge feierte man, als man in den Jahren 1926 bis 1928 drei Jahre in Folge an der Endrunde um die spanische Meisterschaft teilnahm. 1940 stieg Real Murcia zum ersten Mal in die Primera División auf und benannte sich in Club Real Murcia um. Später folgte eine weitere Namensänderung in CF Real Murcia.
Nachdem der Klub im Sommer 2008 in die Segunda División abgestiegen war, musste er im Anschluss an die Saison 2009/10 nach einem enttäuschenden 20. Tabellenplatz sogar den Gang in die Segunda División B antreten. In der Saison 2010/11 gelang jedoch die sofortige Rückkehr in die Segunda División.
Real Murcia spielt seit der Saison 2023/24 in der Primera Federación (Gruppe 2).

## Erfolge
- Zweitligameister, Segunda División (8): 1940, 1955, 1963, 1973, 1980, 1983, 1986 und 2003
- Drittligameister, Segunda División B (1): 2011
- Copa Federacion (1): 2019

## Stadion
Die Heimspiele von Real Murcia wurden zwischen 1924 und 2006 im Stadion La Condomina ausgetragen. Im Oktober 2006 übersiedelte der Klub ins neu errichtete, am Stadtrand gelegene, Stadion "La Nueva Condomina" (Fassungsvermögen 31.179 Plätze).

## Ligazugehörigkeit
- Primera División: 18 Spielzeiten
  - 1940/41; 1944/45-1946/47; 1950/51; 1955/56; 1963/64-64/65; 1973/74-74/75; 1980/81; 1983/84-84/85; 1986/87-88/89; 2003/04; 2007/08
- Segunda División: 49 Spielzeiten

## Ehemalige Spieler
- Lucian Bălan
- Roberto Oscar Bonano
- Konstantinos Chalkias
- Enrique Collar
- Sergio Escudero
- Juan Esnáider
- Román Golobart
- Iván Hurtado
- Daniel Jensen
- Markus Kreuz
- Marquitos
- Ramón Marsal
- Cătălin Munteanu
- Andreas Reinke

## Ehemalige Trainer
- Ferdinand Daučík (1963–1964)
- Antoni Ramallets (1964)
- José María Zárraga (1965–1966)
- Ferenc Puskás (1975)
- László Kubala (1986–1987)
- John Toshack (2004)
- Javier Clemente (2008–2010)

## Zweite Mannschaft
Die als Real Murcia Imperial bezeichnete zweite Mannschaft spielt in der Tercera División Gruppe 13. Von 1922 bis 1993 war es das Farmteam, von 1993 bis 2008 Real Murcia B.